# プラギャン
プラギャン（サンスクリット語: प्रज्ञान、英語: Pragyan）は、インド宇宙研究機関(ISRO)が開発した月面車。チャンドラヤーン3号ミッションの構成要素の一つで、2023年7月14日に地球から打ち上げられ、1か月後の8月23日にはプラギャンを搭載した月着陸機が月面への軟着陸に成功した。プラギャンは8月24日に着陸機から展開され、月面での移動探査を開始した。プラギャンには科学観測機器としてX線分光計とLIBSが取り付けられている。
2019年に打ち上がったチャンドラヤーン2号にもほぼ同型の探査車が搭載されていた。
月面に降ろされた後は搭載された観測機器による観測のほか、将来的な月面からの帰還機の開発を想定して月面から数十センチメートルの高さに飛び上がる実験も行われた。その後、月の夜を迎える9月4日には着陸機ともども受信機を有効にしたままスリープモードに入ったが、月が夜明けを迎える9月22日になっても通信は確立しなかった。これはもともと14日間の設計寿命だったためで、極低温となる月の夜に耐える設計ではなかったのだが、その後もISROは通信再開の可能性を探った。